# Diadinoxanthin
Diadinoxanthin ist eine chemische Verbindung aus der Gruppe der Carotinoide, genauer der Xanthophylle, der als natürlicher Farbstoff in vielen marinen Algen vorkommt.

## Vorkommen
Diadinoxanthin kommt natürlich in Dinoflagellaten, Kieselalgen (wie Euglena gracilis), Haptophyta, Gelbgrünen Algen und Euglenophyceae vor.

## Biosynthese
Die Biosynthese in Kieselalgen geht von Geranylgeranylpyrophosphat aus und führt zunächst zum β-Carotin. Von dort verläuft sie weiter über Zeaxanthin, Antheraxanthin, Violaxanthin und Neoxanthin. Letzteres ist wiederum Vorläufer von Fucoxanthin und Diadinoxanthin, wobei die Dreifachbindung im Diadionoxanthin durch Umlagerung der Allengruppe im Neoxanthin gebildet wird.

## Eigenschaften
Diadinoxanthin ist Teil des Diadinoxanthinzyklus (vergleichbar mit dem Violaxanthinzyklus in höheren Pflanzen) und damit ein Schlüsselbestandteil des Schutzmechanismus vor übermäßiger Sonneneinstrahlung von Algen.